# Margherita Parini
Margherita Parini (* 1. September 1972 in Aosta) ist eine ehemalige italienische Snowboarderin. 1998/99 und 1999/2000 wurde sie Gesamt-Weltmeisterin im Riesen-Slalom. 1999 wurde sie in derselben Disziplin Weltmeisterin, 1997 WM-Dritte.